# Каратаев, Василий Иванович (футболист)
Васи́лий Ива́нович Карата́ев (род. 20 марта 1962, Москва) — советский и российский футболист, полузащитник. Мастер спорта (1984).

## Биография
Воспитанник СК ФШМ. Начал играть в клубе «Фили» в 1973 году, первый тренер — А. М. Хорлин.
В 1974—1982 годах выступал за команду ФШМ. С сентября 1982 года по 1989 год — в московском «Динамо». В дублирующем составе провёл 47 игр и забил 4 мяча. Провёл 166 матчей в чемпионатах СССР, забил 14 голов.
После «Динамо» выступал за команды: «Локерен» (Бельгия, 1990); «РоПС» (1991—1993, 1997), ХИК (1994), «Тампере» (1995), «Йювяскюля» (1998, все — Финляндия), Мунайши (Казахстан).
Брат-близнец Михаил — также футболист.
Имеет высшее физкультурное образование. Окончил ГЦОЛИФК.

## Достижения
Динамо (Москва)
- Серебряный призёр чемпионата СССР 1986
- Обладатель Кубка СССР 1984

### Личные
- Входит в список 15 лучших футболистов СССР № 3 — 1986
- Лучший игрок чемпионата Финляндии по версии газеты «IIta Sanomat»[1]